# Черазоло (Римини)
Черазоло је насеље у Италији у округу Римини, региону Емилија-Ромања.
Према процени из 2011. у насељу је живело 1309 становника. Насеље се налази на надморској висини од 57 м.